# Issoire Aviation
Issoire Aviation ist ein französischer Flugzeughersteller und Zulieferer der Luftfahrtindustrie mit Sitz in Issoire.

## Geschichte
Das Unternehmen wurde 1977 als Nachfolger von Wassmer Aviation gegründet. Im Jahr 1995 wurde es zu einer Tochtergesellschaft von Rex Composites unter der Leitung von Phillipe Moniot. Im Jahr 1999 entwickelte Issoire Aviation die APM 20 Lionceau, das erste vollständig aus Carbon gebaute Kleinflugzeug. 2010 wurde das Unternehmen mit anderen Töchtern von Rex Composites zur REXIAA-Group zusammengefasst.

## Produkte
- APM 20 Lionceau
- APM 30 Lion
- APM 40 Simba
- APM 50 Nala

Des Weiteren produziert das Unternehmen Teile für Luftfahrtunternehmen im zivilen und militärischen Bereich wie Airbus, Dassault und Eurocopter.
- Thales UAS100[3]